# Guards Beck
Der Guards Beck ist ein Wasserlauf im Lake District, Cumbria, England.
Der Guards Beck entsteht nordöstlich des Holme Fell aus zwei unbenannten Zuflüssen. Er fließt in südlicher Richtung bis zu seiner Mündung in den Yew Tree Tarn.